# Обсада на Абидос (200 пр.н.е.)
Обсадата на Абидос от 200 г. пр. Хр. се състои по време на завоевателните походи на македонския цар Филип V в Тракия и Пропонтида. Завладяването на града от македоните е повод за втората война на Рим срещу Македония (200 – 197 г. пр. Хр.).

## Предистория
През 202 г. пр. Хр. Филип V повежда последователни кампании срещу независимите гръцки държавици по бреговете на Пропонтида и егейските острови. Сред градовете, които македоните завладяват през тази година, са Лизимахия и Киос. На следващата година македоните слизат на остров Самос и на малоазийския бряг при Милет. Това води до война с коалиция на засегнатите държави, предвождани от Родос и Пергам.
През лятото на 200 г. пр. Хр. Филип V още веднъж повежда войските си към Хелеспонта. Целта му е двояка – с овладяване на двата бряга на пролива македоните ще сложат ръка върху вноса на зърно от днешни Украйна и южна Русия в Елада и ще си създадат предмостие за нови завоевания в Мала Азия.
По пътя си Филип овладява Енос, Маронея, Кипсела и други градове по крайбрежието и във вътрешността на Тракия. След това под властта му пада целият Тракийски Херсонес. От Сестос македонската войска се прехвърля на азиатския бряг и обсажда Абидос по суша и по море.

## Обсада
Обсадата на Абидос започва към края на август 200 г. пр. Хр. Подсилени с войски от Пергам и Родос, гражданите оказват силен отпор. С помощта на катапулти те разрушават обсадните машини на противника и го принуждават да оттегли корабите си на безопасно разстояние. Но македоните успяват да подкопаят и срутят градската стена. Абидените се оттеглят зад втора, набързо издигната стена, но положението им е безнадеждно, тъй като нито силната родоска флота, нито пергамският цар Атал им идват на помощ. По тази причина те повеждат преговори за предаване на града, но Филип не приема нищо друго освен безусловна капитулация. Следва щурм на втората стена, при който повечето защитници са избити.

## Ултиматум на Рим
Преди окончателното завладяване на Абидос в македонския лагер пристига пратеник от Рим. От името на Сената Марк Емилий Лепид нарежда на Филип V да се откаже от завоеванията си и да плати компенсации на Родос и Атал.
Филип пренебрегва ултиматума и в началото на септември овладява Абидос. Преди това част от оцелелите жители на града избиват семействата си и се самоубиват, за да не бъдат поробени. Филип възстановява реда в града, но започналата война с Рим го кара прекрати похода си в Мала Азия.